# La Esperanza Número 1
La Esperanza Número 1 är en ort i Mexiko.   Den ligger i kommunen Huehuetla och delstaten Hidalgo, i den sydöstra delen av landet, 160 km nordost om huvudstaden Mexico City. La Esperanza Número 1 ligger 1 001 meter över havet och antalet invånare är 397.
Terrängen runt La Esperanza Número 1 är huvudsakligen kuperad, men åt sydväst är den bergig. Runt La Esperanza Número 1 är det ganska tätbefolkat, med 104 invånare per kvadratkilometer. Närmaste större samhälle är Huehuetla, 3,8 km sydväst om La Esperanza Número 1. I omgivningarna runt La Esperanza Número 1 växer i huvudsak städsegrön lövskog.